# Basilika Altenkrempe

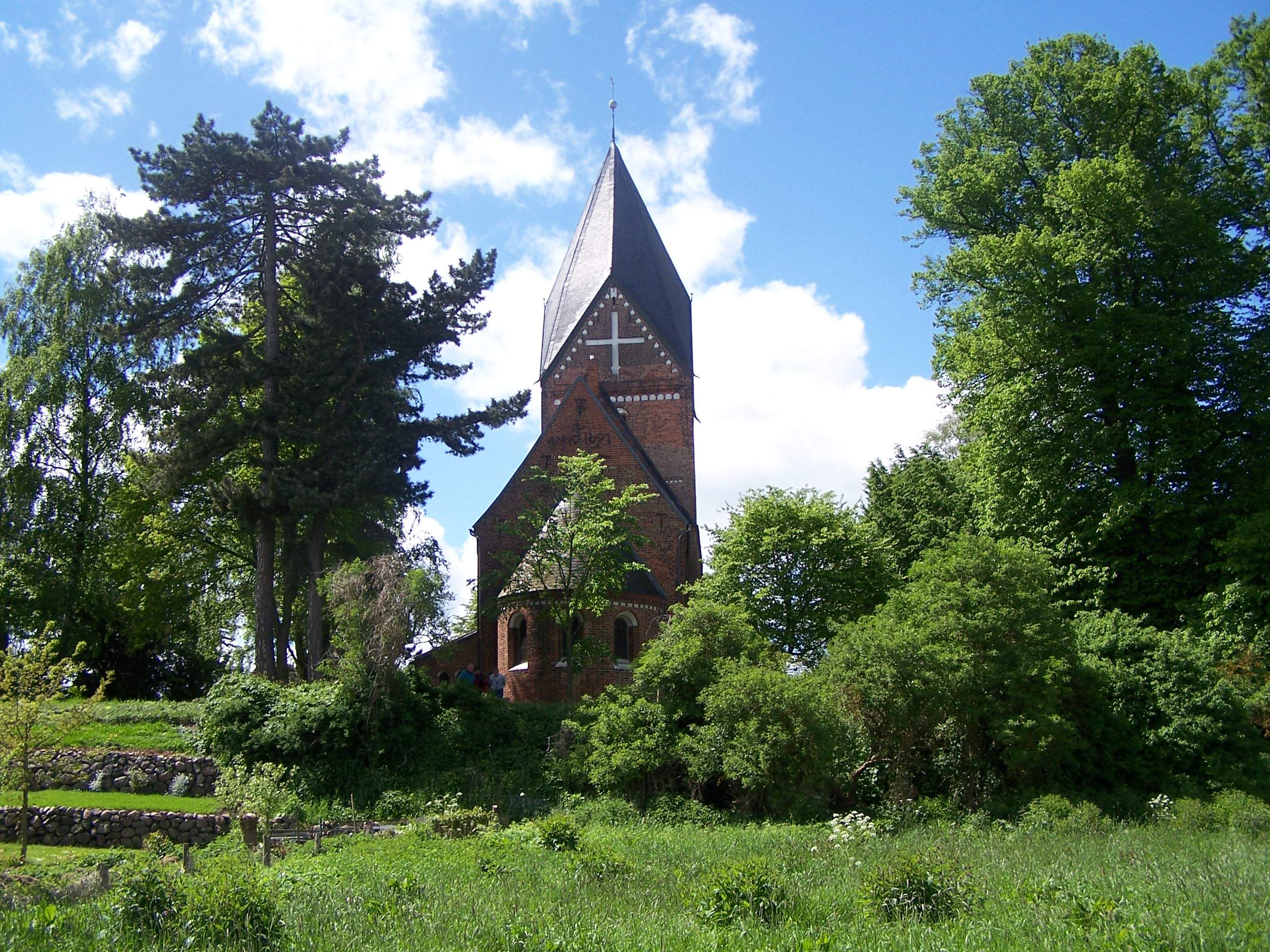
Basilika Altenkrempe.

Die evangelisch-lutherische Basilika Altenkrempe ist eine dreischiffige Basilika im Stil der Backsteinromanik in Altenkrempe, einem Dorf in der Nähe der ostholsteinischen Stadt Neustadt in Holstein.

## Geschichte
Die Datierung des Baubeginns ist nicht gesichert, da Baudaten nicht überliefert sind. Aufgrund der Ähnlichkeiten zum Ratzeburger Dom und der Verwendung des Baumittels Backstein ist eine Datierung des ersten Bauabschnitts auf den Anfang des 13. Jahrhunderts anzunehmen. Die Basilika gilt als architektonisches Vorbild für die Nikolaikirche in Mölln.
Unterschiede in der Bauausführung zeigen, dass zwischen Errichtung von Chor und Langhaus einige Zeit vergangen sein muss.

## Bau
Die Basilika ist dreischiffig und ohne Querschiff erbaut; sie schließt mit einem Chor, ergänzt durch eine halbrunde Apsis, die schmaler als das Schiff ist. Die Westfassade wird dominiert von einem Turm mit übergiebelten Seiten, einem Zeltdach sowie nur kleinen Fensterdurchbrüchen und einem mehrstufigen rundbogigen Portal.
Im Innenraum treten der Backstein und verputzte Abschnitte mit dezenten Malereien in einen Dialog. Die drei Joche mit Stützenwechsel stehen zwar auf quadratischem Grundriss, weisen aber dennoch in der Längssicht bereits Spitzbögen auf. So ist in der stilistischen Einordnung die Basilika im Übergang von der Romanik zur Gotik anzusiedeln.
Viel von der mittelalterlichen Ausstattung ist nicht mehr vorhanden, da die Ausstattung barock überarbeitet wurde.
In der Einordnung des Baus fügt sich die Basilika Altenkrempe in eine Reihe holsteinischer und mecklenburgischer Bauten aus der gleichen Zeit ein, die durch die Großbauten in Lübeck und  Ratzeburg in ihrer Formensprache inspiriert wurden.

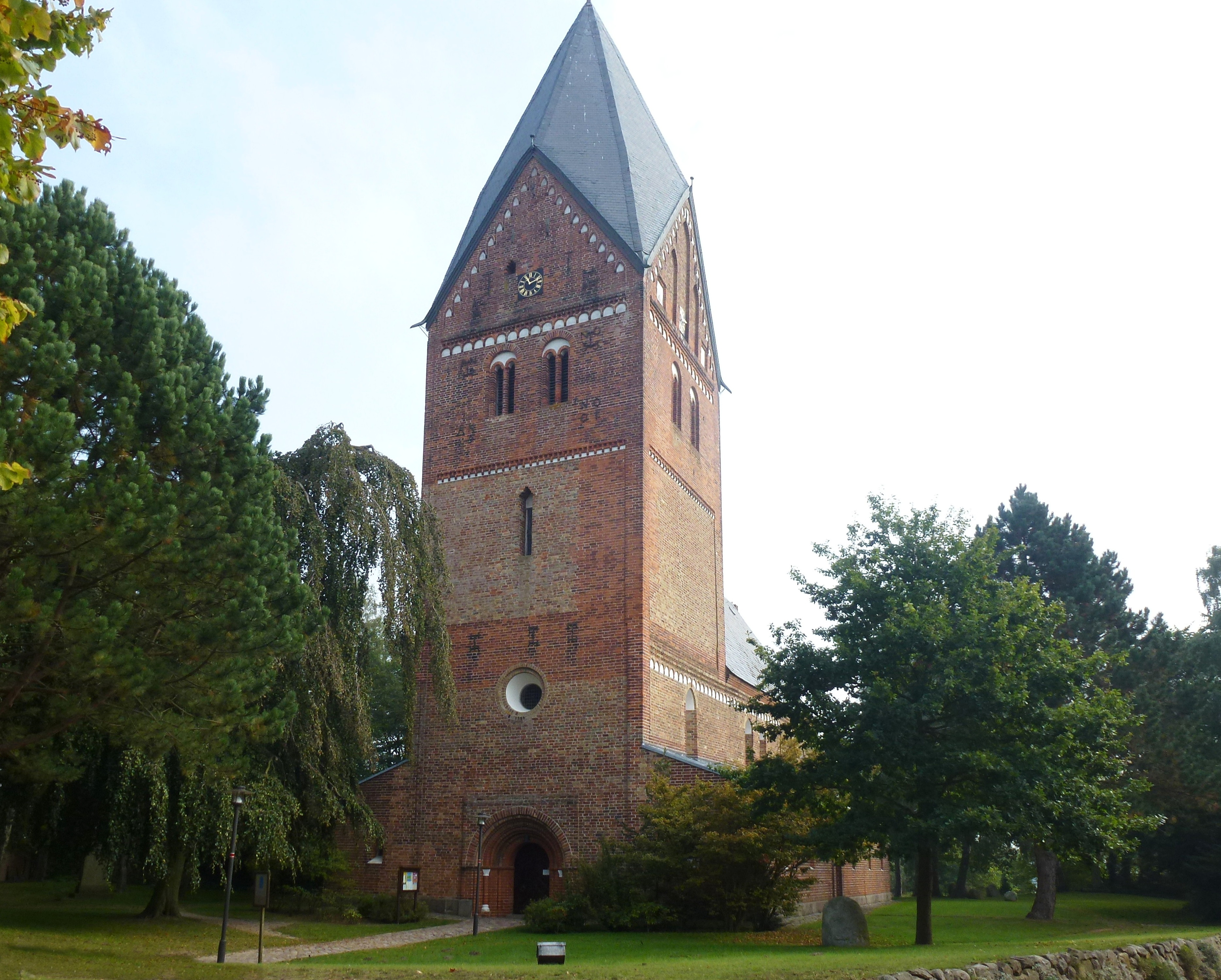
Ansicht von Westen
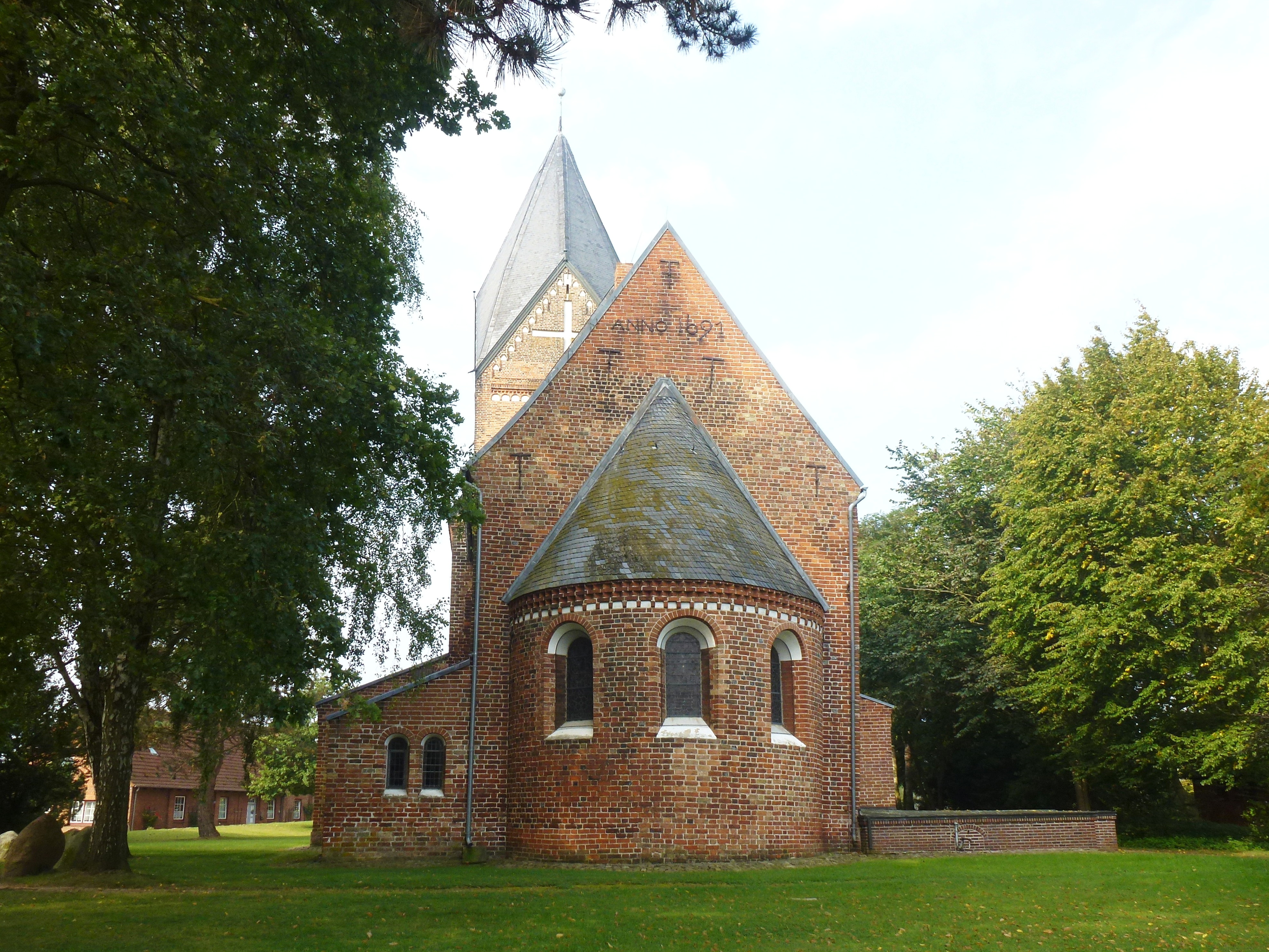
Ansicht von Osten
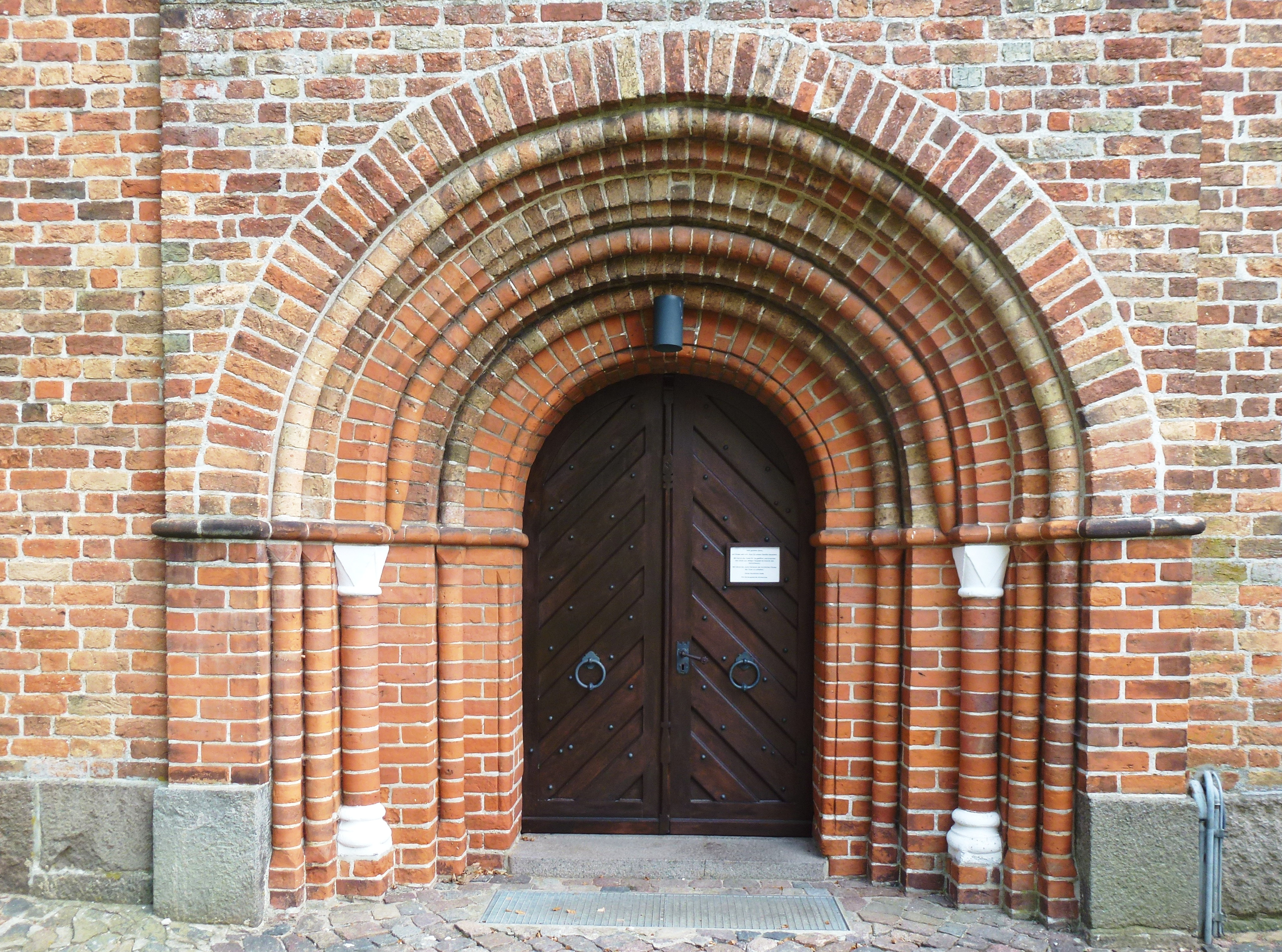
Eingangsportal
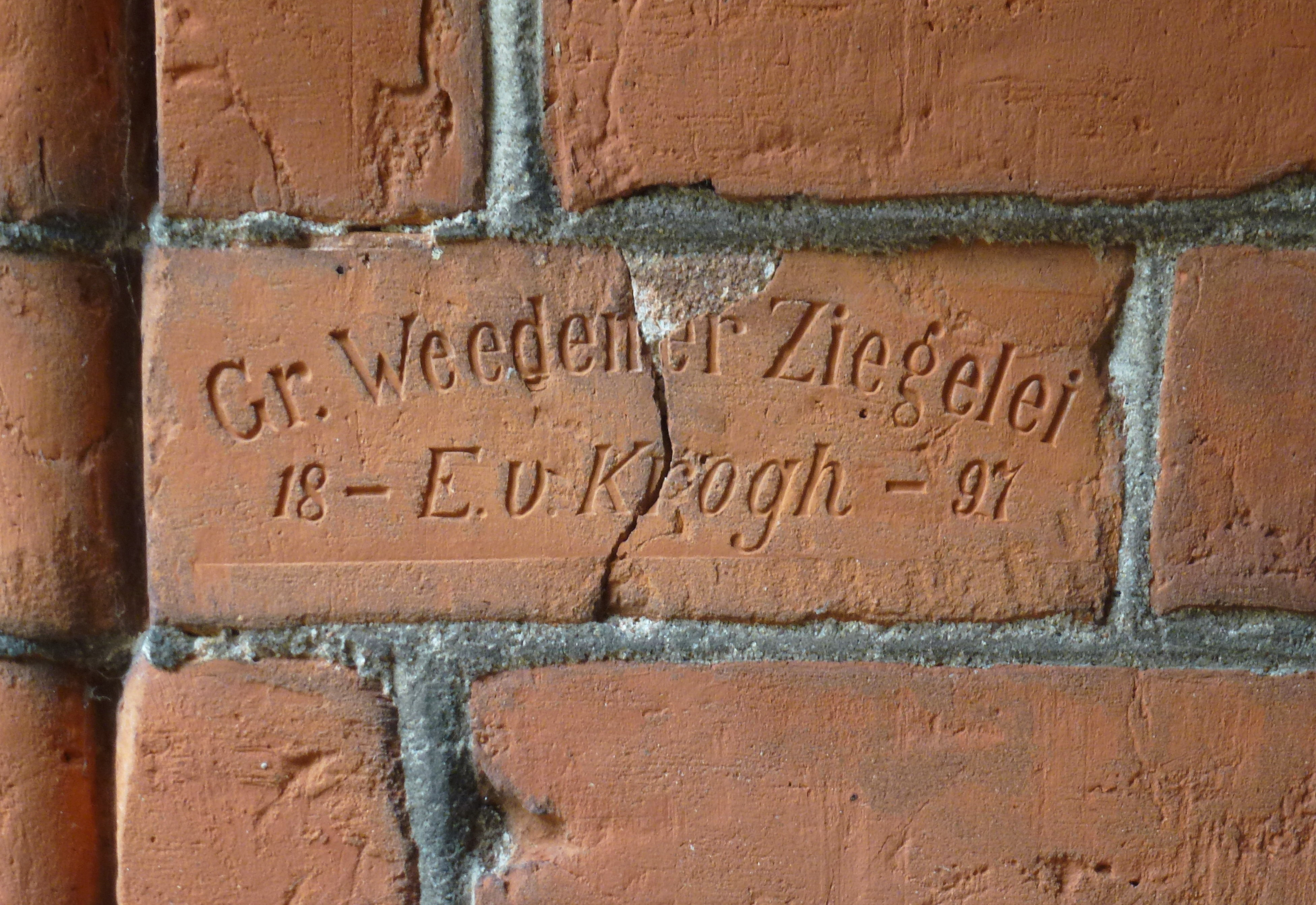

## Ausstattung
Das älteste Ausstattungsstück der Basilika ist das Taufbecken aus dem 13. Jahrhundert. Die Pokalform ist für mittelalterliche Bronzenfünten in Schleswig-Holstein einmalig. Die Bronzekuppa steht auf einem Sockel aus gotländischem Kalkstein. Das größte der in die Kuppa eingelassenen goldenen Medaillons zeigt eine Kreuzigungsgruppe, die übrigen Apostel.
Die übrige Kirchenausstattung stammt aus nachreformatorischer Zeit. Die Kanzel ist durch die Aufschrift der Kanzeltür, die sich jetzt vor der Sakristei befindet, auf 1687 datiert. In den Brüstungsfeldern des vierseitigen Kanzelkorbes stehen geschnitzte Evangelistenfiguren im manieristischen Stil. Der sechseckige Schalldeckel wird von einer Figur des Salvators bekrönt. Das barocke Altarretabel von 1741 hat in seiner Mitte ein Gemälde von etwa 1900, das Christus zeigt.

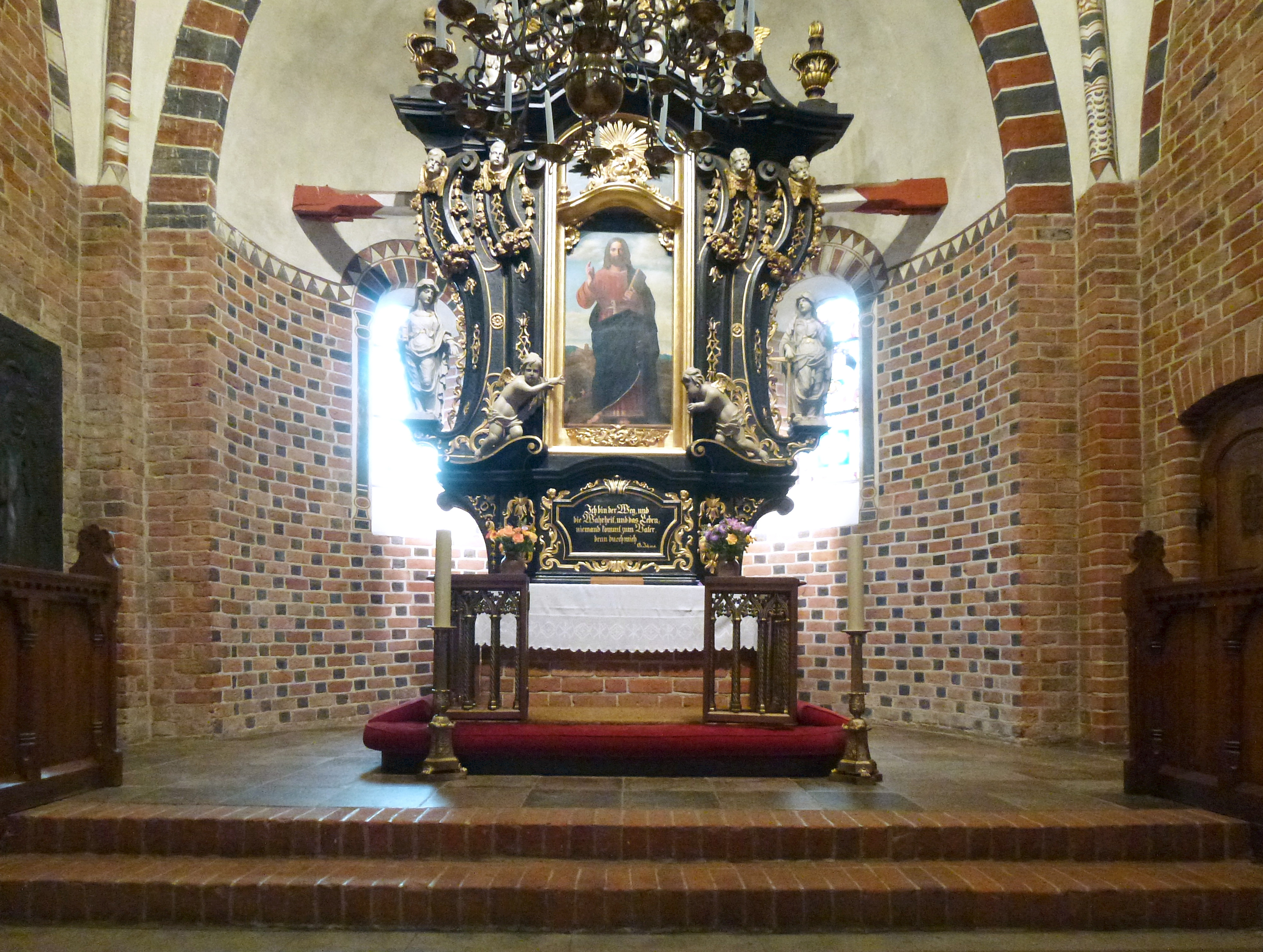
Altar
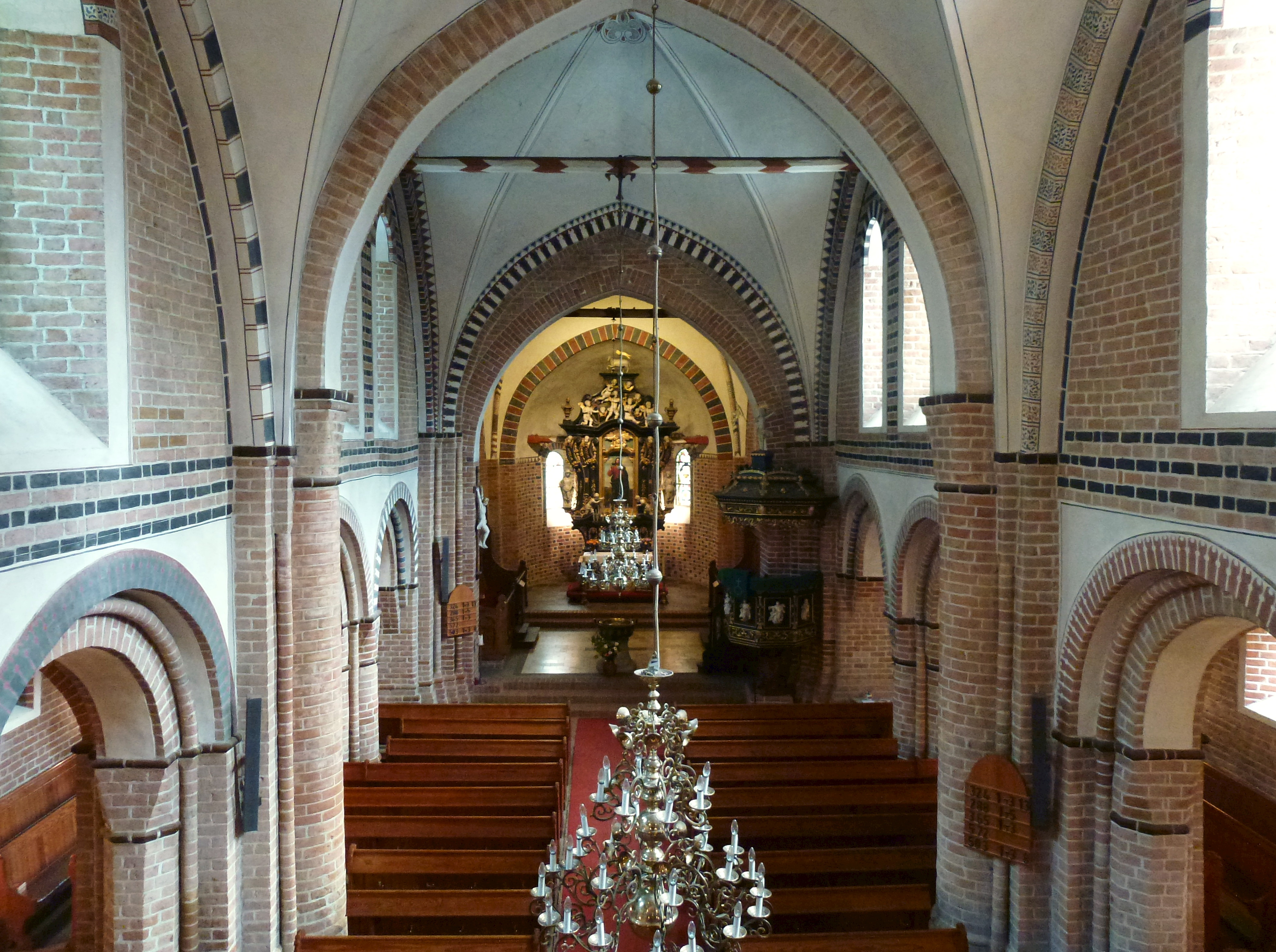
Blick von der Empore
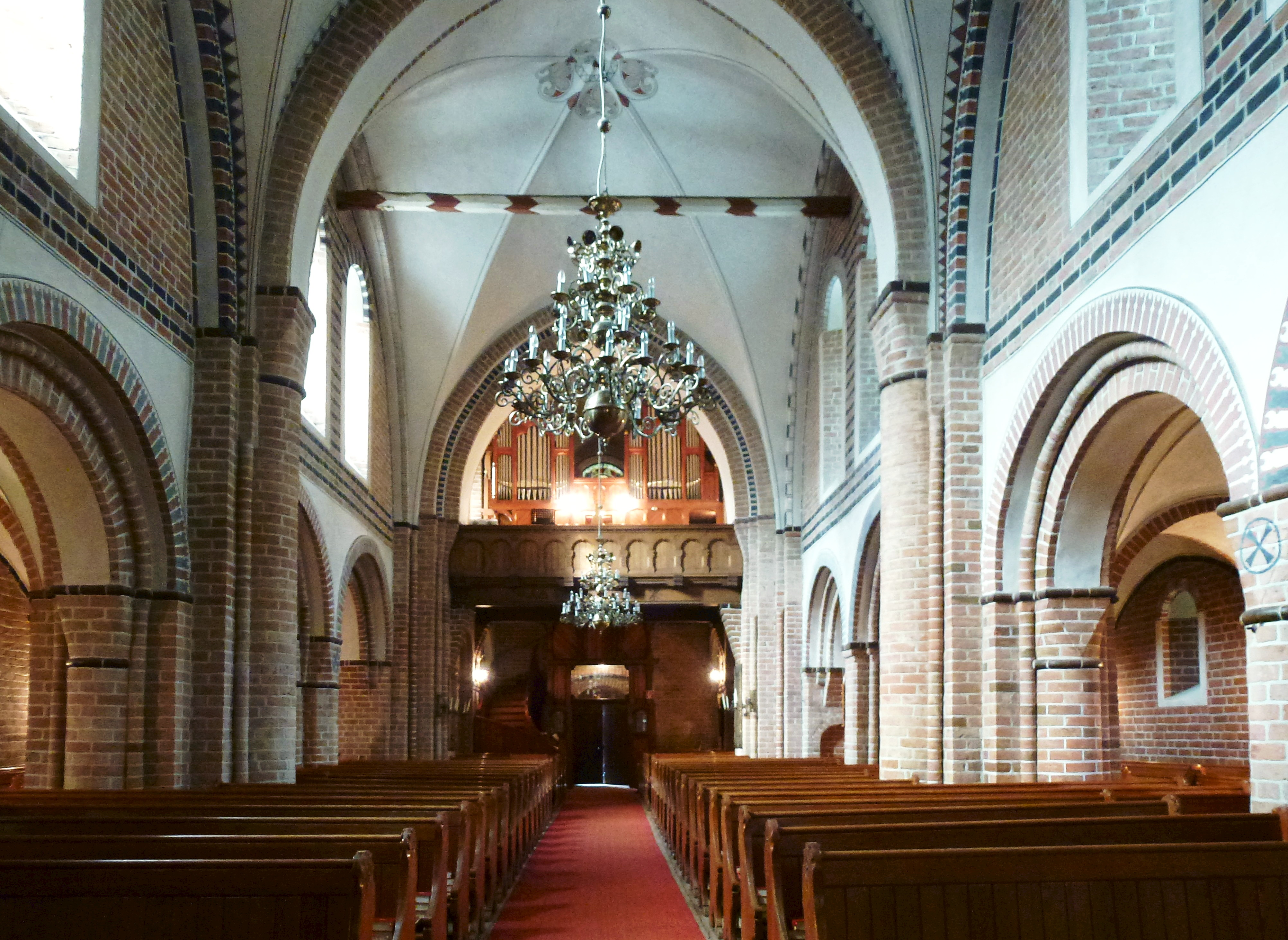
Innenansicht in Richtung Westen
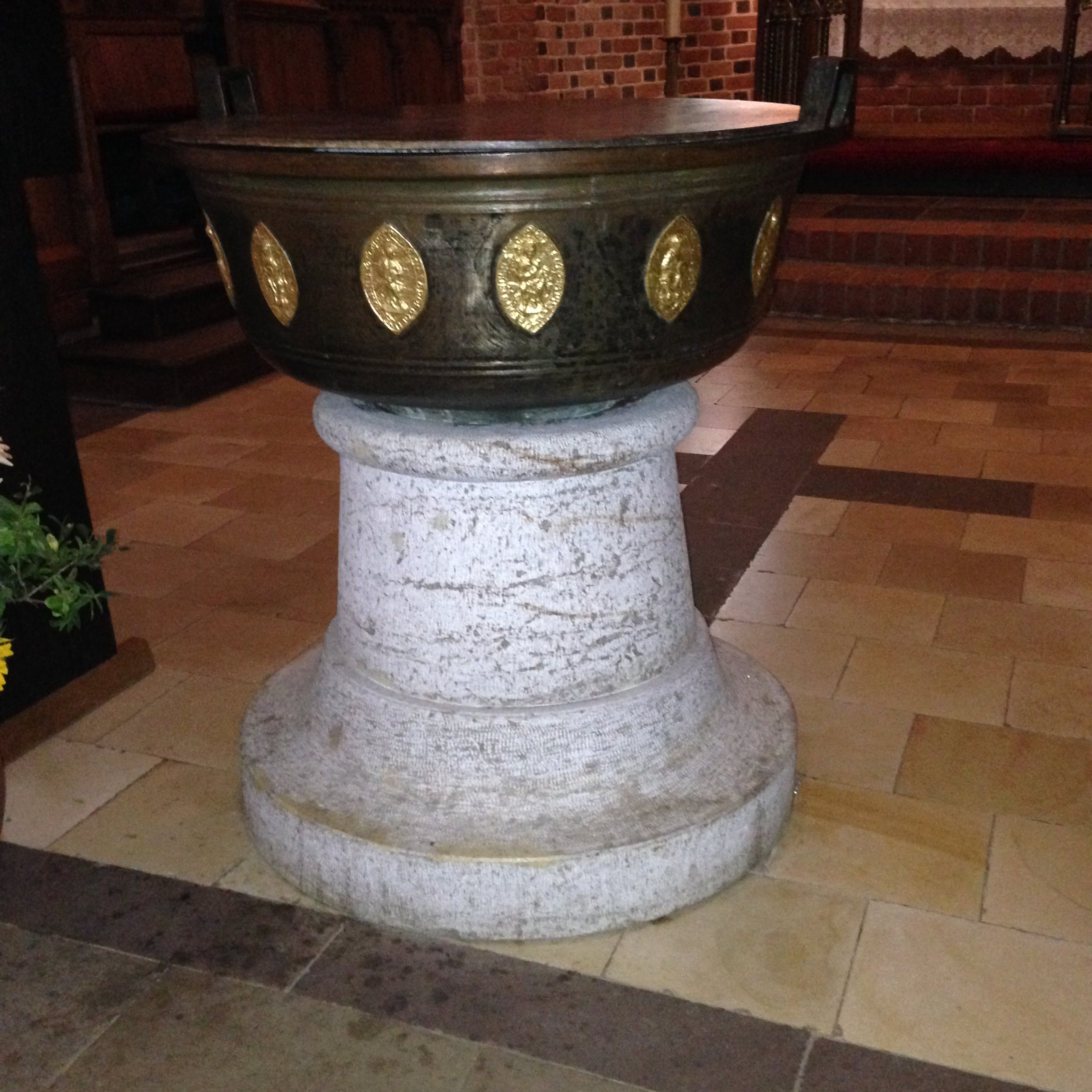
Taufe

## Orgel

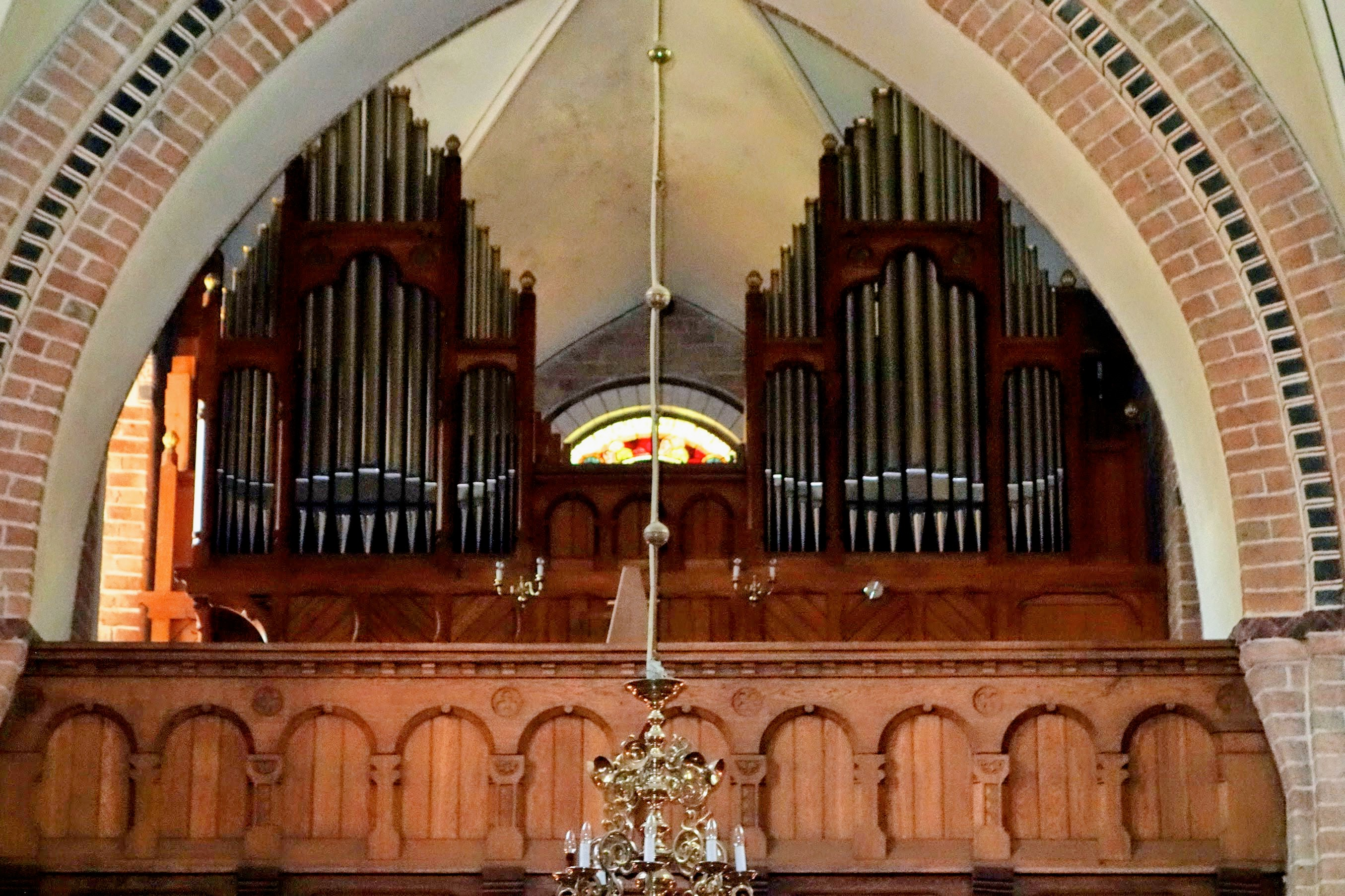
Blick auf die Sauer-Orgel

Die Orgel wurde 1901 von Orgelbau Sauer (opus 858) gebaut. Das romantisch disponierte Instrument umfasst 26 Register (1476 Pfeifen) auf zwei Manualwerken und Pedal. Nach dem Zweiten Weltkrieg wurde das Instrument im Sinne der Orgelbewegung modifiziert, indem zwei Register ausgetauscht wurden. Diese Veränderungen wurden in den 1990er Jahren wieder rückgängig gemacht und beide betroffenen Register rekonstruiert. Außerdem wurden die Prospektpfeifen wieder durch Zinnpfeifen ersetzt – 1917 mussten die originalen Prospektpfeifen zu Kriegszwecken abgegeben werden und waren später durch Zinkpfeifen ersetzt worden. Von der Originalsubstanz sind 1357 Pfeifen (ca. 90 %) erhalten.
| I Hauptwerk C–f3 |                  |     |
| 01.              | Bordun           | 16′ |
| 02.              | Principal        | 08′ |
| 03.              | Flûte harmonique | 08′ |
| 04.              | Lieblich gedackt | 08′ |
| 05.              | Viola da Gamba   | 08′ |
| 06.              | Gemshorn         | 08′ |
| 07.              | Octave           | 04′ |
| 08.              | Rohrfloete       | 04′ |
| 09.              | Rauschquinte II  |     |
| 10.              | Mixtur IV        |     |
| 11.              | Trompete         | 08′ |

| II Schwellwerk C–f3 |                  |     |
| 12.                 | Lieblich gedackt | 16′ |
| 13.                 | Geigenprincipal  | 08′ |
| 14.                 | Gedackt          | 08′ |
| 15.                 | Salicional       | 08′ |
| 16.                 | Konzertfloete    | 08′ |
| 17.                 | Aeoline          | 08′ |
| 18.                 | Voix céleste     | 08′ |
| 19.                 | Fugara           | 04′ |
| 20.                 | Flauto dolce     | 04′ |
| 21.                 | Waldflöte        | 02′ |

| Pedalwerk C–d1 |             |     |
| 22.            | Subbass     | 16′ |
| 23.            | Violon      | 16′ |
| 24.            | Principal   | 08′ |
| 25.            | Gedacktbass | 08′ |
| 26.            | Posaune     | 16′ |

- Koppeln: II/I, I/P, II/P
- Spielhilfen: Feste Kombinationen (mf, f, tutti); zwei frei einstellbare Kombinationen